# لغة معالجة المعلومات
لغة معالجة المعلومات (IPL) هي لغة برمجة تم إنشاؤها بواسطة ألين نيويل وكليف شو وهربرت سيمون، في مؤسسة راند ومعهد كارنيجي للتكنولوجيا حوالي عام 1956، حيث كان ألين نيويل مبرمج تطبيقات محددة اللغة، وكان شو هو مبرمج النظام، وكان سايمون مبرمج التطبيقات.
يشتمل النظام على ميزات تهدف إلى المساعدة في البرامج التي تؤدي إجراءات بسيطة لحل المشكلات مثل القوائم وتخصيص الذاكرة الديناميكي وأنواع البيانات والتكرار والوظائف كوسائط وتعدد المهام التعاوني. حيث اخترعت لغة معالجة المعلومات مفهوم معالجة القوائم، وإن كان بأسلوب من لغة التجميع.

## أساسيات لغة معالجة المعلومات
يحتوي كمبيوتر لغة معالجة المعلومات على:
- مجموعة من الرموز. وجميع هذه الرموز هي عناوين وأسماء خلايا. على عكس الرموز في اللغات الأخرى، تتكون الرموز من حرف متبوعًا برقم، وتتم كتابتها H1 ، A29 ، 9-7، 9-100.
- أسماء الخلايا التي تبدأ بحرف هي أسماء إقليمية، وهي عناوين مطلقة.
- أسماء الخلايا التي تبدأ بالرقم "9" هي أسماء محلية وذات مغزى في سياق قائمة واحدة. قائمة واحدة 9-1 مستقلة عن قائمة أخرى.
- تتكون القوائم من عدة خلايا بما في ذلك المراجع المتبادلة وتحتوي الخلايا على عدة حقول.
- يحتوي لغة معالجة المعلومات على مكتبة تضم حوالي 150 عملية أساسية. وتشمل هذه العمليات مثل:
- اختبار الرموز من أجل المساواة
- البحث عن سمة قائمة أو مسحها
- تحديد موقع الرمز التالي في القائمة أو نسخ قائمة كاملة.
- العمليات الحسابية على الرموز. اختبر ما إذا كان الرمز يشير إلى عدد صحيح، أو اجعل الرمز محليًا.
- عمليات الإدخال / الإخراج
- «المولدات»، والتي تتوافق مع التكرارات والمرشحات في البرمجة الوظيفية ذاتها. على سبيل المثال، قد يقبل المولد قائمة الأرقام وينتج قائمة بمربعاتها.

## التاريخ
تم استخدام لغة معالجة المعلومات لأول مرة لإثبات نظريات في مبادئ الرياضيات التي تم إثباتها يدويًا بشق الأنفس، بواسطة برتراند راسل وألفريد نورث وايتهيد، يمكن في الواقع إثباتها عن طريق الحساب اليدوي. وفقًا  وقد تم تطوير هذا التطبيق في الأصل عن طريق المحاكاة اليدوية.
ومع ذلك، سرعان ما تم استبدال اللغة بواسطة (ليبس)، والتي كانت تتمتع بميزات أقوى بكثير، وبناء جملة أبسط بكثير، وميزة التجميع التلقائي للبيانات  الغير مرغوب بها.

## إرث لبرمجة الحاسوب
يمكننا القول إن لغة معالجة المعلومات قدمت العديد من الميزات للغة البرمجة مثل:
- التلاعب بالقوائم
- قوائم الخصائص - ولكن فقط عند إرفاقها بقوائم أخرى.
- وظائف ذات ترتيب أعلى باستثناء أن الرموز هي حرف + رقم، وليست كلمات كاملة.
- آلة افتراضية.

تم تعميم العديد من هذه الميزات وترشيدها ودمجها في لغة ليبس ومن ثم إلى العديد من لغات البرمجة الأخرى خلال العقود العديدة التالية.